# カラカス地震 (1641年)
1641年カラカス地震（英語: 1641 Caracas earthquake）は1641年6月11日、スペイン領ベネズエラ州を襲った地震。6月11日がカトリック教会の聖人暦における聖バルナバの聖名祝日であるため、「サン・ベルナベ地震」とも呼ばれる。地震によりカラカスは広範な被害を受け、ラ・グアイラは破壊された。カラカス市議会は地震を受けて、当時サバンナだったチャカオでの再建を提案したが、総督ルイ・フェルナンデス・デ・フエンマイヨルに反対された。